# Richard Reed Parry
Richard Reed Parry (Toronto, 4 de octubre de 1977) es un multi-instrumentista, compositor, productor canadiense más conocido como miembro principal de la banda de indie rock Arcade Fire, donde toca una amplia variedad de instrumentos, a veces el cambio entre la guitarra, contrabajo, batería, celesta, teclados y acordeón.

## Carrera
Es también un miembro de Bell Orchestre, en la que interpreta principalmente contrabajo y es el productor de facto. De vez en cuando se realiza como baterista y corista con Little Scream. También fue miembro de la banda de New International Standards, con Tim Kingsbury y Jeremy Gara.
Su primera obra para orquesta, titulado For Heart, Breath and Orchestra fue registrado por Kitchener-Waterloo Symphony, en su álbum de 2011 From Here On Out junto a piezas de Jonny Greenwood y Nico Muhly. También ha escrito obras de encargo para Kronos Quartet, yMusic y Bryce Dessner, y sus obras de cámara también se han llevado a cabo por el Calder Quartet y Warhol Dervish. Parry apareció en cada noche del festival All Tomorrow's Parties de 2012, el montaje de un «movimiento de sonido composición de la ciencia ficción de sonido envolvente para bicicletas y boomboxes» titulado Drones/Revelations, así como la realización de las canciones con un trío folk llamado Quiet River of Dust y, como parte de un conjunto de música de cámara de la realización de la música de Parry para Music for Heart and Breath. La formación incluyó Owen Pallett, Nico Muhly, Bryce Dessner, Aaron Dessner, Gaspar Claus, Nadia Sirota, Kyle Resnick, y Dave Nelson.
Es un miembro clave de Arcade Fire, coprodujo y colaboró en el EP debuthomónimo, antes de que la primera formación de la banda se disolviese, y ayudó a recomponer la banda, trajo de Bell Orchestre a Sarah Neufeld, y a otros compañeros de New International Standards, Tim Kingsbury y Jeremy Gara.
También ha contribuido en los álbumes del cantautor Sufjan Stevens, o de grupos como The National, Little Scream, The Unicorns o Islands, en su álbum de 2006 Return to the Sea, en el cual tocaba varios instrumentos, cantó coros e hizo arreglos. 
También ha formado parte dn un grupo de versiones llamado Phi Slamma Jamma junto con sus compañeros de Arcade Fire, Will Butler, Jeremy Gara y Tim Kingsbury. El grupo actuó en el POP Montreal Festival de 2011, así como el festival Crossing Brooklyn Ferry de 2012.
Bell Orchestre lanzó el álbum As Seen Through Windows con Arts & Crafts Records el 10 de marzo de 2009. Fue grabado con John Mcentire en Soma Electric Studios en Chicago, Illinois. El álbum ganó un Premio Juno en 2011 por mejor álbum instrumental.

## Discografía de realización

### Arcade Fire
- Arcade Fire (EP, Merge, 2003)
- Funeral (LP, Merge, 2004)
- Neon Bible (LP, Merge, 2007)
- The Suburbs (LP, Merge, 2010)
- Reflektor (LP, Merge, 2013)

### Bell Orchestre
- Bell Orchestre, (Demo, 2002)
- Recording a Tape the Colour of the Light, (Álbum, 2005)
- As Seen Through Windows, (LP, lanzado el 10 de marzo de 2009)
- Who Designs Nature's How, (EP, released on 25 de agosto de 2009)

### Solista
- Spirit of Talk Talk, (Track on compilation LP, Fierce Panda, 2012)
- Have Not Been the Same, (Track on compilation LP, Zunior, 2012)
- From Here On Out Kitchener-Waterloo Symphony, (LP, Analekta, 2012)
- Music For Heart And Breath  (LP, Deutsche Grammophon, 2014)

### Little Scream
- The Golden Record, (LP, Secretly Canadian, 2011)

### The National
- High Violet, (LP, 4AD, 2010)

### Islands
- Return to the Sea, (LP, Rough Trade, 2007)

### The Unicorns
- Who Will Cut Our Hair When We're Gone?, (LP, Rough Trade, 2004)